# Süderhackstedt
Süderhackstedt (tiếng Đan Mạch: Sønder Haksted) là một đô thị thuộc huyện Schleswig-Flensburg, trong bang Schleswig-Holstein, nước Đức. Đô thị Süderhackstedt có diện tích 10,15 km², dân số thời điểm 31 tháng 12 năm 2006 là 349 người.